# Marcha sobre Versalles
La marcha sobre Versalles fue un acontecimiento que tuvo lugar del 5 al 6 de octubre de 1789 en el palacio de Versalles (Francia) dentro del ámbito de la Revolución francesa. El acontecimiento empezó entre las mujeres de los mercados de París que, en la mañana del 5 de octubre de 1789, protestaban contra el alto precio y la escasez del pan y la falta de derechos. Rápidamente las manifestantes se unieron a los revolucionarios que exigían reformas políticas liberales y una monarquía constitucional para Francia. Posteriormente, una multitud de miles de ciudadanos parisinos, animados por los agitadores revolucionarios, saquearon el arsenal de armas de la ciudad y marcharon hacia el palacio de Versalles. La multitud sitió el palacio y, tras un enfrentamiento dramático y violento, consiguió imponer sus exigencias al rey Luis XVI. Al día siguiente, los manifestantes obligaron al rey, a su familia y a los miembros de los Estados Generales de Francia a volver con ellos a París. 
Estos hechos marcaron el fin de la autoridad real. La marcha simbolizó un nuevo equilibrio de poder que derribó el antiguo orden de privilegios de la aristocracia y favoreció al llamado Tercer Estado. Al unirse personas de diferentes procedencias, la marcha se convirtió en uno de los factores decisivos de la revolución.
Alcanzando así la igualdad entre todas las clases sociales y derrocando la tiranía e imposición de los inquisidores.

## Antecedentes

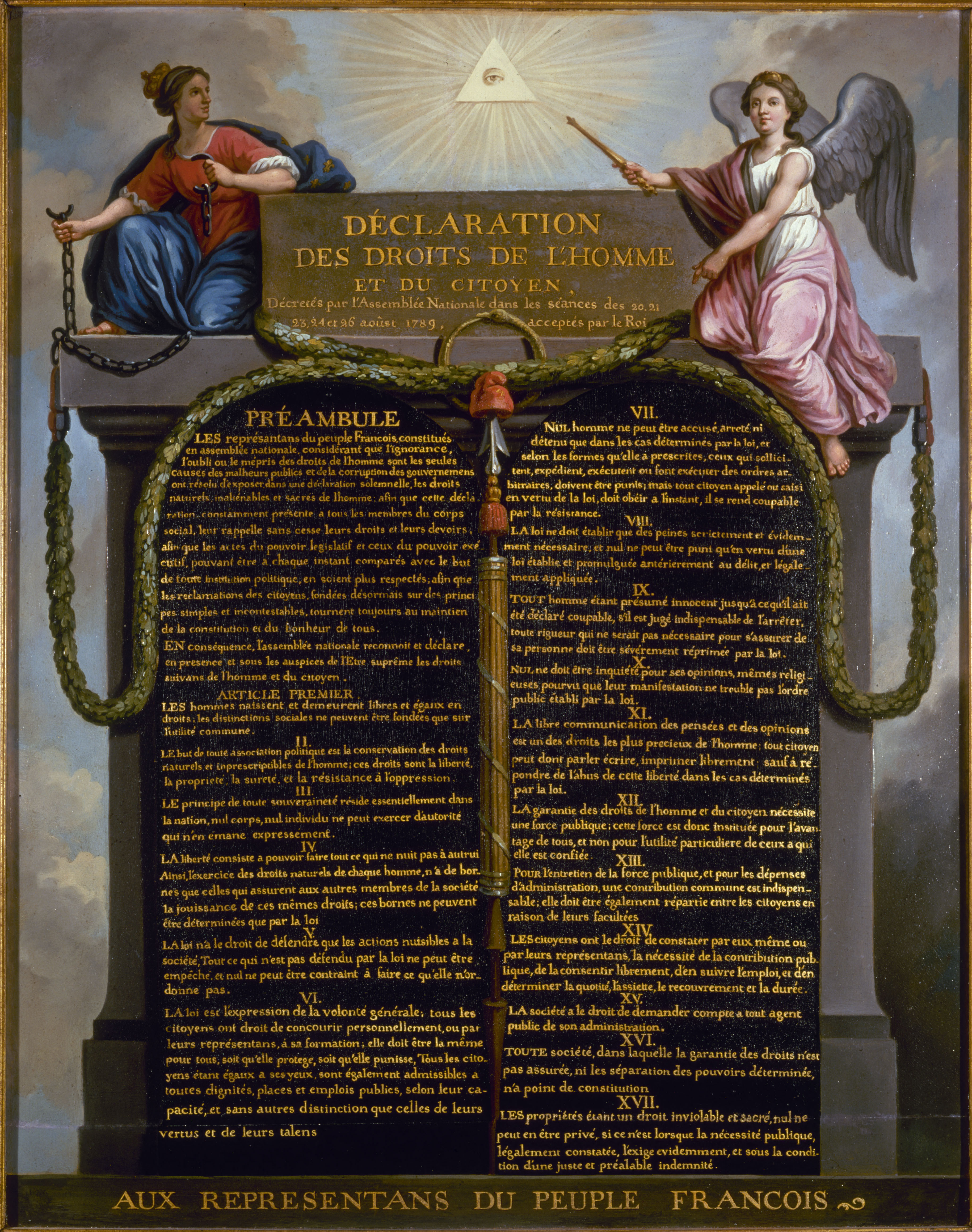
Los decretos revolucionarios aprobados por la Asamblea en agosto de 1789 culminaron con la Declaración de los Derechos del Hombre y del Ciudadano.

Cuando se produjo la journée de octubre la década revolucionaria de Francia (1789-1799) apenas había empezado y el periodo de violencia no había alcanzado su auge. La Toma de la Bastilla había ocurrido menos de tres meses antes y la visión romántica de la revuelta armada había cautivado la imaginación popular. Armados con el poder recién descubierto, el pueblo llano de Francia (especialmente en París) sintió un súbito deseo de participar en la política y el gobierno. A la parcela más pobre de la población le preocupaba el problema de los alimentos, ya que la mayor parte de los trabajadores se gastaba casi la mitad de sus ingresos comprando pan. En el periodo pos Bastilla, la inflación galopante y la grave escasez de alimentos se volvieron comunes en París, así como los episodios de violencia en los mercados.
La corte y los diputados de la Asamblea Nacional Constituyente estaban reunidos en la cómoda residencia de la ciudad real de Versalles donde debatían cambios significativos en el sistema político francés. Los diputados reformistas lograron apoyar una extensa legislación en las semanas siguientes a la toma de la Bastilla, incluyendo los revolucionarios «Decretos de Agosto», que abolieron formalmente los privilegios de la nobleza y el clero, así como la Declaración de los Derechos del Hombre y del Ciudadano. En aquel momento, su atención estaba centrada en la creación de una constitución permanente. Los monárquicos y los conservadores habían sido, hasta entonces, incapaces de hacer frente a la intensa resistencia de los reformistas, pero en septiembre sus posturas empezaron, aunque poco, a mejorar. Durante las negociaciones constitucionales consiguieron asegurar el poder de veto legislativo del rey. Con el desacuerdo férreo de los reformistas, el proceso siguió adelante.
La tranquila Versalles, sede del poder real, era un ambiente sofocante para los reformistas, cuyo principal reducto estaba en París (a unos 21 km al noreste). Ellos sabían que los más de cuatrocientos diputados monárquicos intentaban transferir la Asamblea a la distante Tours, ciudad más reticente a los esfuerzos reformistas que Versalles. Muchos temían que el rey, animado por la creciente presencia de tropas reales, pudiera disolver la Asamblea o revocar los «Decretos de Agosto». De hecho, Luis XVI consideró esta posibilidad y, al apoyar formalmente el 18 de septiembre solo parte de los decretos, acabó indignando a los diputados. Para caldear aún más los ánimos, el rey declaró el 4 de octubre que tenía reservas en relación con la Declaración de los Derechos del Hombre.

### Planes iniciales
A pesar de la «mitificación» posrevolucionaria, la marcha no fue un hecho espontáneo, pues ya se habían realizado numerosas manifestaciones en masa en Versalles: el marqués de Saint-Huruge, uno de los más populares oradores del palacio real, había propuesto una marcha en agosto para expulsar a los diputados obstruccionistas que, según él, estaban protegiendo el poder de veto del rey. A pesar de que sus esfuerzos fueron en vano, los revolucionarios siguieron cultivando la idea de una marcha sobre Versalles para obligar al rey a aceptar las leyes de la Asamblea. En el palacio real y durante el mes siguiente los oradores mencionaron frecuentemente esos planes, creando sospechas sobre su titular, Luis Felipe II de Orleans, duque de Orleans. Pronto, el asunto llegó a las calles y también a las páginas del Mercure de France. Una inquietante amenaza estaba en el aire, lo que llevó a muchos nobles y extranjeros a huir de aquella atmósfera opresiva.

### El banquete real
Tras el motín de los Gardes-Françaises inmediatamente antes de la toma de la Bastilla, las únicas tropas disponibles para la seguridad del palacio de Versalles eran la aristocrática guardia de corps y los Cent-Suisses. Ambas unidades tenían funciones básicamente ceremoniales, sin contingente ni entrenamiento para ofrecer una protección eficaz a la familia real y al gobierno. Así, el regimiento de Flandes (regimiento de infantería regular del ejército real) fue asignado a Versalles a finales de septiembre de 1789 por el ministro de Guerra, el conde de Saint-Priest, como medida de precaución. El 1 de octubre, los oficiales que servían en Versalles ofrecieron un banquete de bienvenida a los nuevos (práctica común entre los militares cuando se producían cambios de guarniciones). La familia real estuvo presente brevemente en el acto, caminando entre las mesas dispuestas en la casa de ópera del palacio. En el patio central, los brindis de los soldados y el juramento de fidelidad al rey crecían conforme la noche avanzaba.
El generoso banquete sonó como una afrenta a los más necesitados y fue descrito por el L'ami du peuple y otros periódicos como una orgía de glotones. Además, las noticias enfantizaban con desdén la profanación de la famosa escarapela tricolor: oficiales borrachos habrían zapateado este símbolo de la nación y jurado lealtad exclusivamente del lazo blanco de la Casa de Borbón. Esta versión fantasiosa del banquete real generó una intensa indignación pública.

## Inicio de la marcha

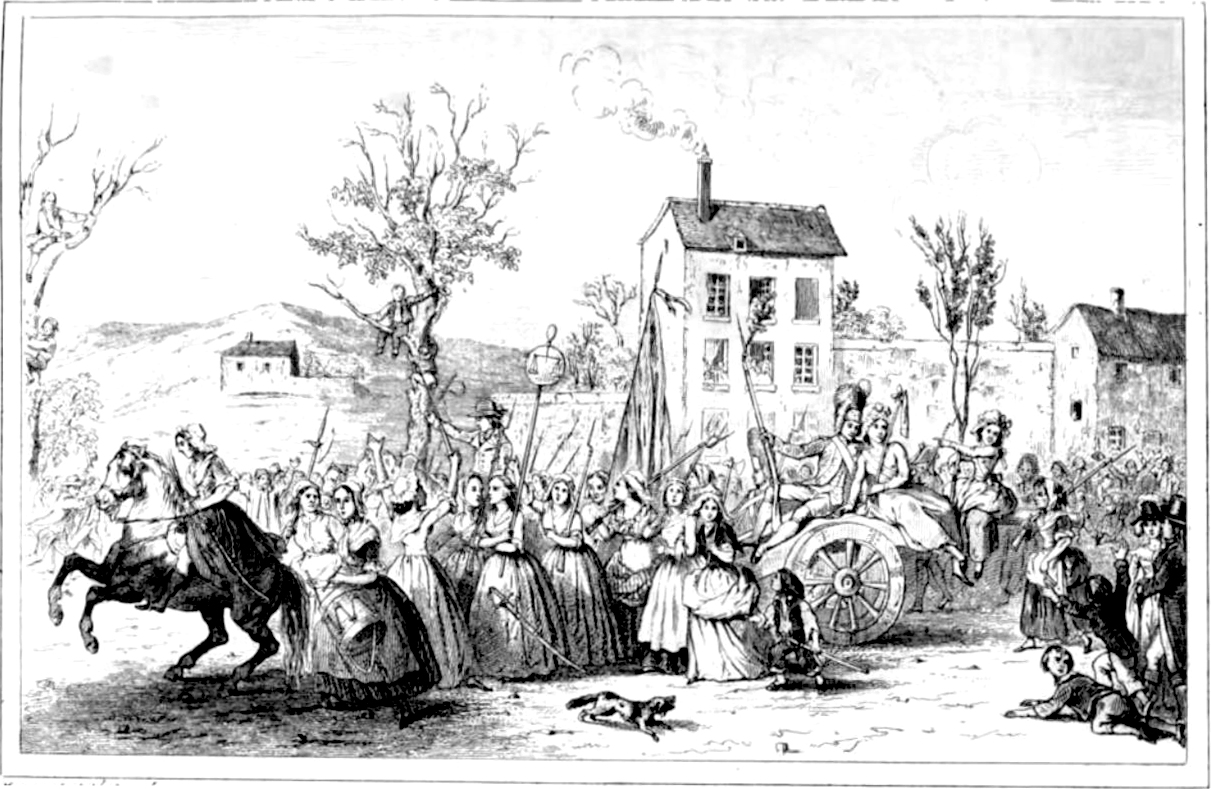
Mujeres saludadas por la multitud en su marcha hacia Versalles.

La mañana del 5 de octubre, delante del mercado, una joven tocaba un tambor frente a un grupo de mujeres enfurecidas por la escasez de víveres y por el alto precio del pan. El grupo se dirigió a los mercados del este de París, entonces conocido como Faubourg Saint-Antoine, y obligó a una iglesia próxima a tocar las campanas. Más mujeres de otros mercados cercanos se unieron a las manifestantes, muchas de ellas armadas con cuchillos de cocina y otras armas improvisadas, y la marcha comenzó. En varios distritos, las campanas de las iglesias sonaban sin cesar. Orientada por grupos de agitadores, la multitud convergió en el ayuntamiento donde exigieron pan y armas. Con la llegada de más mujeres y hombres, la multitud de delante del ayuntamiento sumaba ya entre 6000 y 7000 personas o incluso, según algunas estimaciones, a 10 000 personas.
Uno de los manifestantes era el audaz Stanislas-Marie Maillard, un prominente vainqueur de la Bastille que, con su propio tambor, incitaba al pueblo gritando: «a Versalles». Maillard era una figura popular entre las mujeres del mercado y acabó siendo reconocido como una especie de líder del movimiento. Aunque no era conocido por su caballerosidad, Maillard ayudó a reprimir, por su fuerte carácter, los peores instintos de la multitud, llegando incluso a rescatar al intendente, el abad Lefèvre, que se había atado a una farola para intentar proteger los almacenes. El ayuntamiento fue saqueado por la multitud, que se apoderó de provisiones y armas, pero Maillard ayudó a evitar que incendiaran el edificio. Tras algún tiempo, la atención de los manifestantes se volvió hacia Versalles y volvieron a las calles. Maillard designó a algunas mujeres como líderes del grupo, dirigió a la multitud y la condujo fuera de la ciudad bajo la lluvia.
Cuando los manifestantes salieron, miles de hombres de la Guarda Nacional, sabedores de lo que había ocurrido, empezaron a agruparse en la plaza de Grève. El marqués de La Fayette, su comandante en jefe en París, descubrió horrorizado que sus soldados estaban mayoritariamente a favor de la marcha y que los estaban animando a unirse a la multitud. A pesar de ser uno de los mayores héroes de la guerra de Francia, La Fayette no consiguió disuadir a las tropas, que amenazaban con desertar. Antes de que eso ocurriera, el gobierno parisino instó a La Fayette a seguir al frente de los soldados hacia Versalles y pedirle al rey que regresara voluntariamente a París para satisfacer al pueblo. Tras enviar a un caballero para que diera la voz de alarma en Versalles, La Fayette empezó a acompañar a la muchedumbre de cerca. Era consciente de que muchos de ellos declararon abiertamente que iban a matarlo si no se unía a ellos o si intentaba impedir que continuaran. A las 16:00, 15 000 guardias y otros miles de civiles que llegaron a última hora salieron hacia Versalles. Reticente, La Fayette se posicionó al frente de la columna, con la esperanza de proteger al rey y mantener el orden público.

## Objetivos de la marcha
El hambre y la desesperación de las mujeres del mercado fueron el impulso inicial para la marcha, pero lo que empezó como una búsqueda de pan pronto asumió una meta mucho más ambiciosa. El ayuntamiento abrió sus almacenes a los manifestantes, pero ellos seguían insatisfechos: no querían solo comida, sino la garantía de que el pan volvería a ser abundante y barato. El hambre era un miedo real y presente en los estratos más bajos del Tercer Estado y, por eso, la población creyó rápidamente en los rumores de una «conspiración aristócrata» para matar de hambre a los pobres.
Además, existía un resentimiento generalizado contra las actitudes reaccionarias de los círculos jurídicos que, incluso antes de las protestas provocadas por el famoso banquete, venía ya delineando los aspectos políticos de la marcha. Se había instalado en la multitud la idea de que el rey debería despedir a todos sus guardas personales y sustituirlos por una Guardia Nacional patriótica, argumento que tenía una buena acogida entre los soldados de La Fayette.
A estos dos objetivos populares se unió un tercero, inspirado por los revolucionarios: el rey y su corte, así como la Asamblea, deberían trasladarse a París y residir entre el pueblo. Solo entonces los soldados extranjeros serían expulsados, los alimentos serían abundantes y Francia estaría gobernada por un líder «en comunión con su propio pueblo». Estos objetivos pronto impregnaron a toda la multitud. Incluso aquellos que inocentemente apoyaban a la monarquía (y eran muchos, especialmente las mujeres) creían que la idea de llevar a casa a «le bon papa» era un plan bueno y reconfortante. Para los revolucionarios, sus prioridades eran la preservación de su reciente legislación y la creación de una constitución, así como el confinamiento del rey en un París reformista, que crearía el mejor ambiente posible para el éxito de la revolución.

## El cerco al palacio

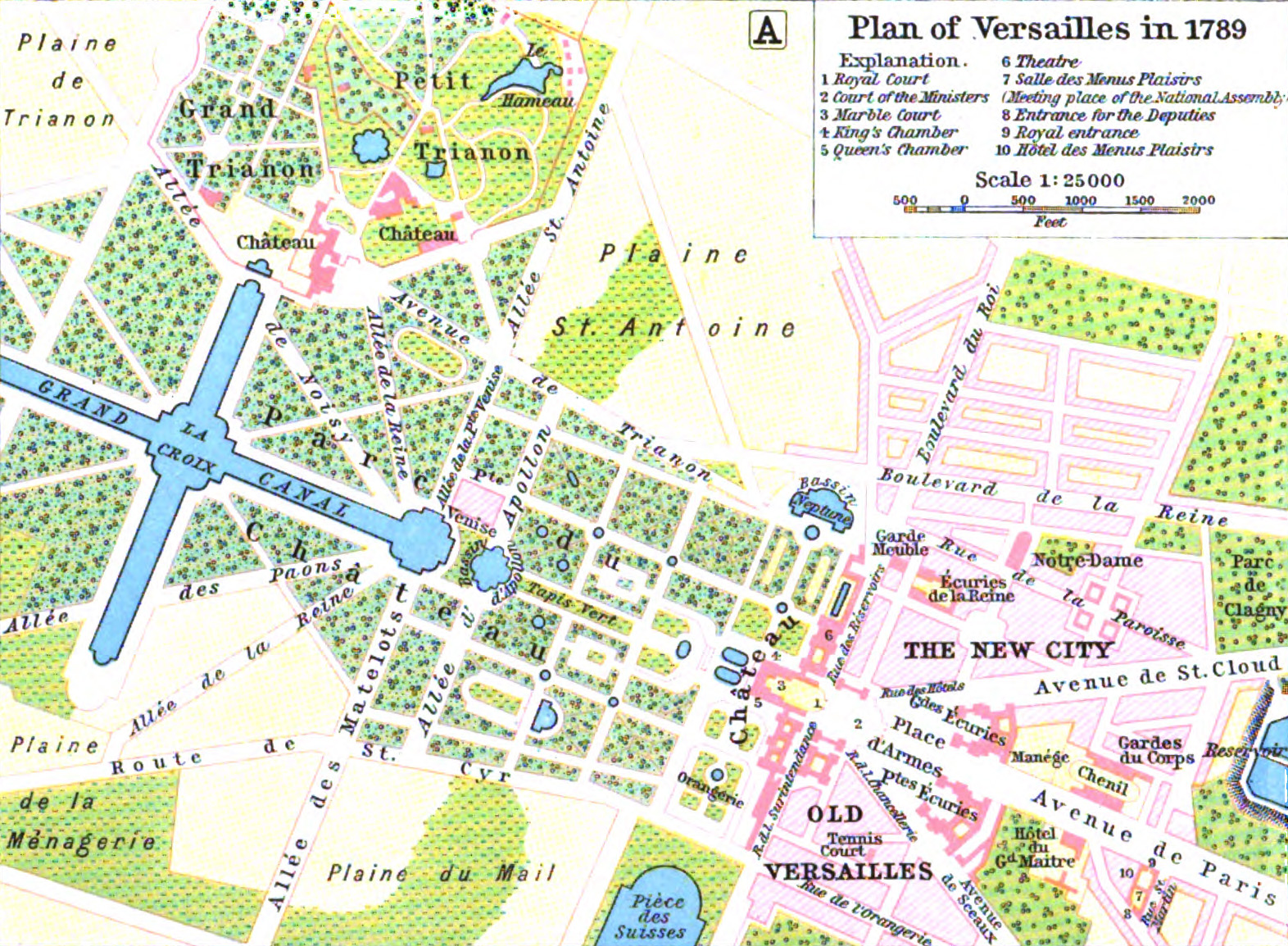
Mapa de Versalles en 1789.

La multitud recorrió la distancia entre París y Versalles en cerca de seis horas. Además del armamento improvisado, también llevaban muchos cañones tomados del ayuntamiento. Enérgicos y ruidosos, reclutaban cada vez más adeptos a medida que dejaban París. Con su ambiguo y agresivo argot «poissard», hablaban con entusiasmo sobre llevar al rey de vuelta a casa. Menos cariñosos eran, sin embargo, los términos usados para denominar a la reina María Antonieta a la que trataban de «puta» y de «zorra» y muchos clamaban abiertamente por su muerte.

### Ocupación de la Asamblea
Cuando la muchedumbre finalmente alcanzó Versalles, fue recibida por otro grupo que se encontraba reunido en los alrededores. Los miembros de la Asamblea saludaron a los manifestantes e invitaron a Maillard al salón, donde realizó críticas al regimiento de Flandes y a la falta de pan. Mientras hablaba, los inquietos y exhaustos parisinos entraban y descansaban en las bancadas de los diputados. Hambrientos, cansados y embarrados por la lluvia, parecían confirmar que el cerco solo era una simple exigencia de alimento. Los diputados desprotegidos no tuvieron otra elección que recibir a los manifestantes, que abuchearon a la mayoría de los oradores y exigieron oír al popular diputado reformista Mirabeau. Aunque hubiera declinado hablar, el gran orador se mezcló familiarmente entre las mujeres del mercado e incluso se arrodilló para poder hablar con una de ellas. Otros diputados también saludaron calurosamente a los manifestantes, entre ellos Robespierre (en la época, una figura relativamente oscura en política). Robespierre dio fuertes demostraciones de apoyo a las mujeres por su difícil situación y fue recibido con gran entusiasmo. Gracias a él, la hostilidad de la multitud para con la Asamblea disminuyó.

### La comitiva
Sin opciones, el presidente de la Asamblea, Jean Joseph Mounier, acompañó a una comitiva de mujeres del mercado al palacio para ver al rey. Un grupo de seis mujeres nombradas por la multitud fueron escoltadas hasta los aposentos de Luis XVI, donde le hablaron de las privaciones que sufrían. Tras este encuentro breve, pero agradable, se tomaron medidas para distribuir algunos alimentos del almacén real, por lo que algunos manifestantes consideraron que sus objetivos habían sido cumplidos de forma satisfactoria. Con la lluvia castigando Versalles, Maillard y un pequeño grupo de mujeres del mercado marcharon triunfalmente de vuelta a París.
La mayor parte de la muchedumbre, sin embargo, permaneció impaciente. Circulaban por los jardines del palacio oyendo rumores de que la comitiva de mujeres había sido engañada y que la reina iba a forzar al rey inevitablemente a romper todas las promesas hechas. Consciente de los peligros que lo rodeaban, Luis XVI discutía la situación con sus asesores. Alrededor de las 18:00, el rey hizo un último esfuerzo para intentar contener la creciente insurrección: anunció que aceptaría los Decretos de Agosto y la Declaración de Derechos del Hombre sin restricciones. Sin embargo, no se tomó ninguna medida para defender el palacio. La mayor parte de los guardias de corps, que había permanecido en armas durante varias horas en la plaza principal delante de una multitud hostil, se había retirado hacia el fondo del parque de Versalles. En palabras de uno de sus oficiales: «Todos estaban muy cansados por el sueño y el desánimo; pensábamos que todo estaba acabado». Esto dejó solo al guarda nocturno,un hombre de 61 años, como responsable de todo el edificio.
Más tarde por la noche, las antorchas de los soldados de La Fayette se acercaron por la avenida de París. Dejando fuera a sus tropas, se reunió con el rey y se anunció con la declaración: «Vine a morir a los pies de Su Majestad». Por otro lado, la noche era incierta, con soldados parisinos mezclándose entre los manifestantes. Muchos en la multitud denunciaban que La Fayette era un traidor y se quejaban de su resistencia a dejar París y la lentitud de su marcha. Con las primeras luces de la mañana, la alianza entre los guardias nacionales y las mujeres era evidente y la muchedumbre recuperó su vigor y retomó su rudeza «poissard».

### El ataque al palacio

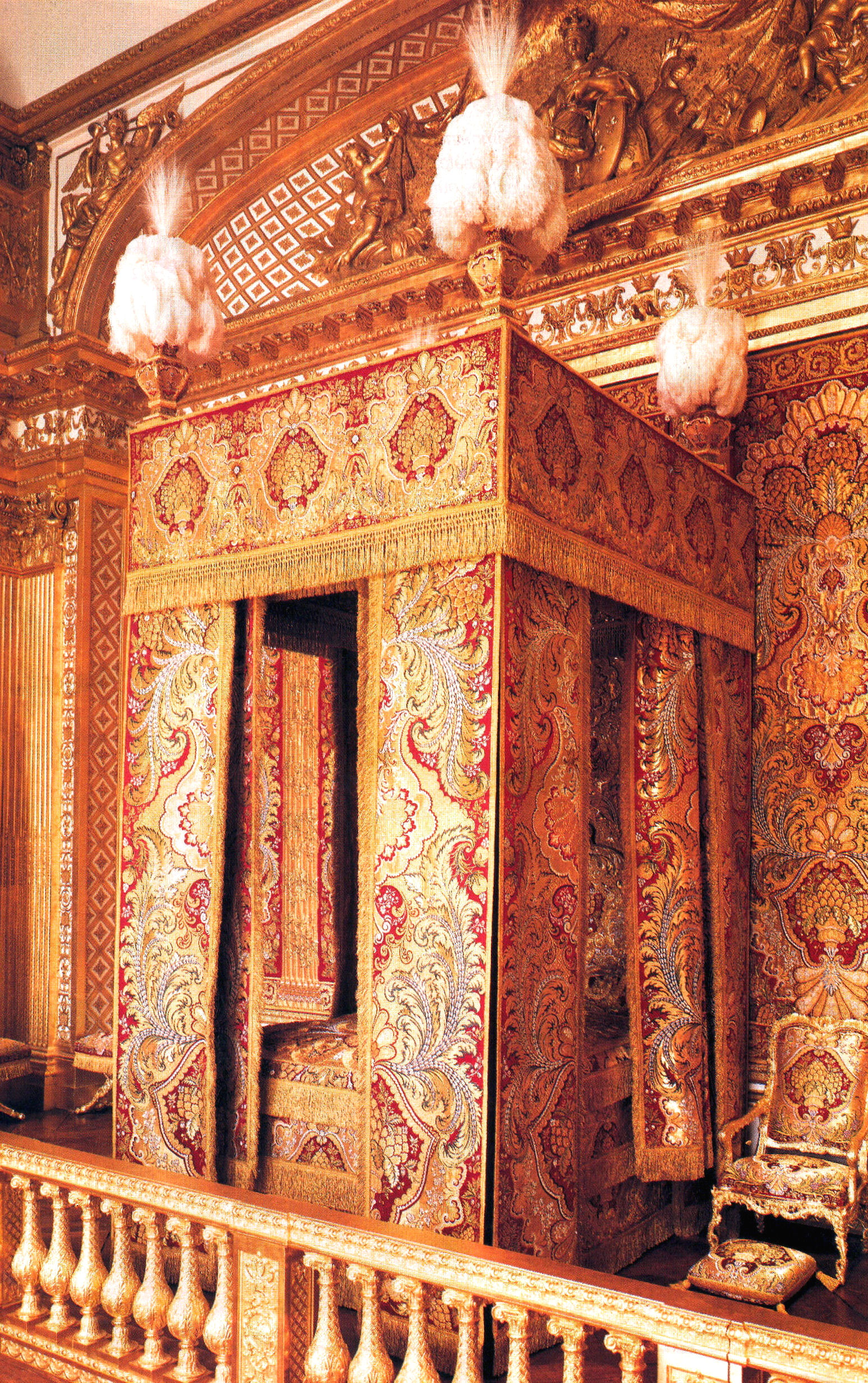
Los aposentos del rey en el palacio de Versalles.

Alrededor de las 6:00, algunos de los manifestantes descubrieron un pequeño portón del palacio que estaba desprotegido. Tras entrar por él, se pusieron rápidamente a buscar el dormitorio de la reina. Los guardas reales corrieron por todo el palacio, atrancando puertas y creando barricadas en los corredores. Apostados en el pasillo de mármol, dispararon sus armas contra los intrusos y mataron a un joven manifestante. Enfurecidos, el resto consiguió abrir una brecha entre los soldados y entrar.
Dos guardas especialmente valientes, Miomandre y Tardivet, intentaron enfrentarse a la multitud, pero fueron dominados. La violencia se transformó en una completa salvajada cuando la cabeza de Tardivet fue arrancada y colocada en una pica. Los golpes y los gritos llenaron los salones próximos de los aposentos de la reina que, descalza, corrió con sus damas de compañía hasta el cuarto del rey. No obstante, el intenso ruido hacía que no se pudieran escuchar sus llamadas a la puerta atrancada. María Antonieta y sus ayas estuvieron cerca de la muerte, pero consiguieron escapar a tiempo por la puerta.
El caos continuó y otros guardas reales fueron encontrados y agredidos. Murió al menos uno más, cuya cabeza también acabó en lo alto de una pica. Finalmente, la furia del ataque disminuyó lo suficiente como para permitir una comunicación entre los ex gardes-françaises, entonces miembros de la Guardia Nacional de La Fayette y los miembros de la guardia de corps. Con la intervención del marqués, y para alivio de la realeza, los dos conjuntos de soldados se reconciliaron y se consiguió pacificar el interior del palacio.

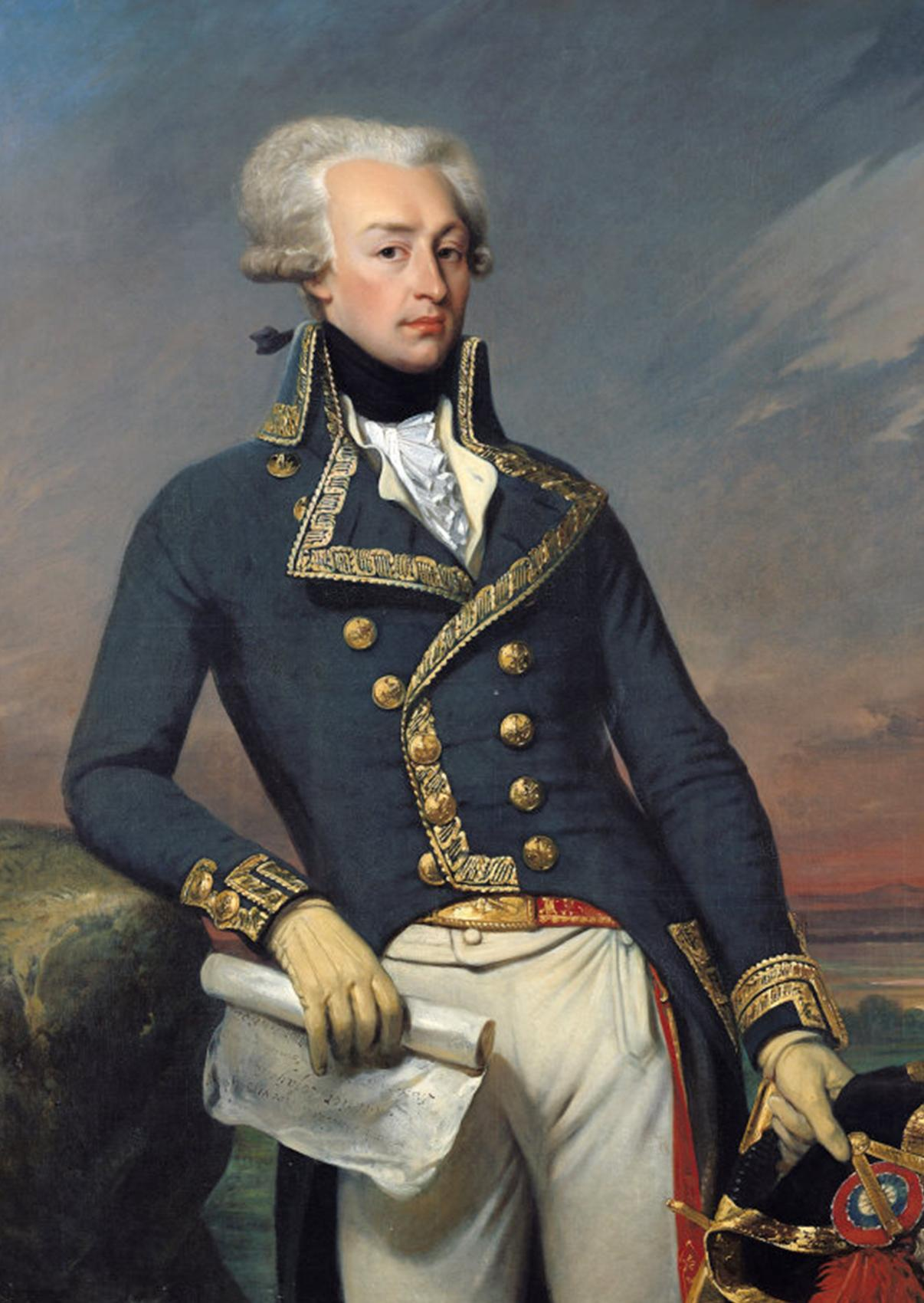
Marqués de La Fayette.

### La intervención de La Fayette
Aunque los combates hubieran cesado y las dos tropas hubieran evacuado el palacio, la multitud aún permanecía en los jardines. No obstante, en aquel momento las filas del regimiento de Flandes y de los Montmorency-Dragons estaban ya en el lugar dispuestos a actuar contra el pueblo. La Fayette, que se había ganado la gratitud de la corte, convenció al rey para que hablara a la multitud. Cuando los dos hombres aparecieron en uno de los balcones, un grito inesperado surgió entre los manifestantes: «¡Viva el rey!». El rey, aliviado, transmitió brevemente su intención de volver a París, apelando «al amor de mis buenos y fieles súbditos». Cuando la multitud aplaudía, un eufórico La Fayette colocó un lazo tricolor en el gorro del guarda más cercano al rey.

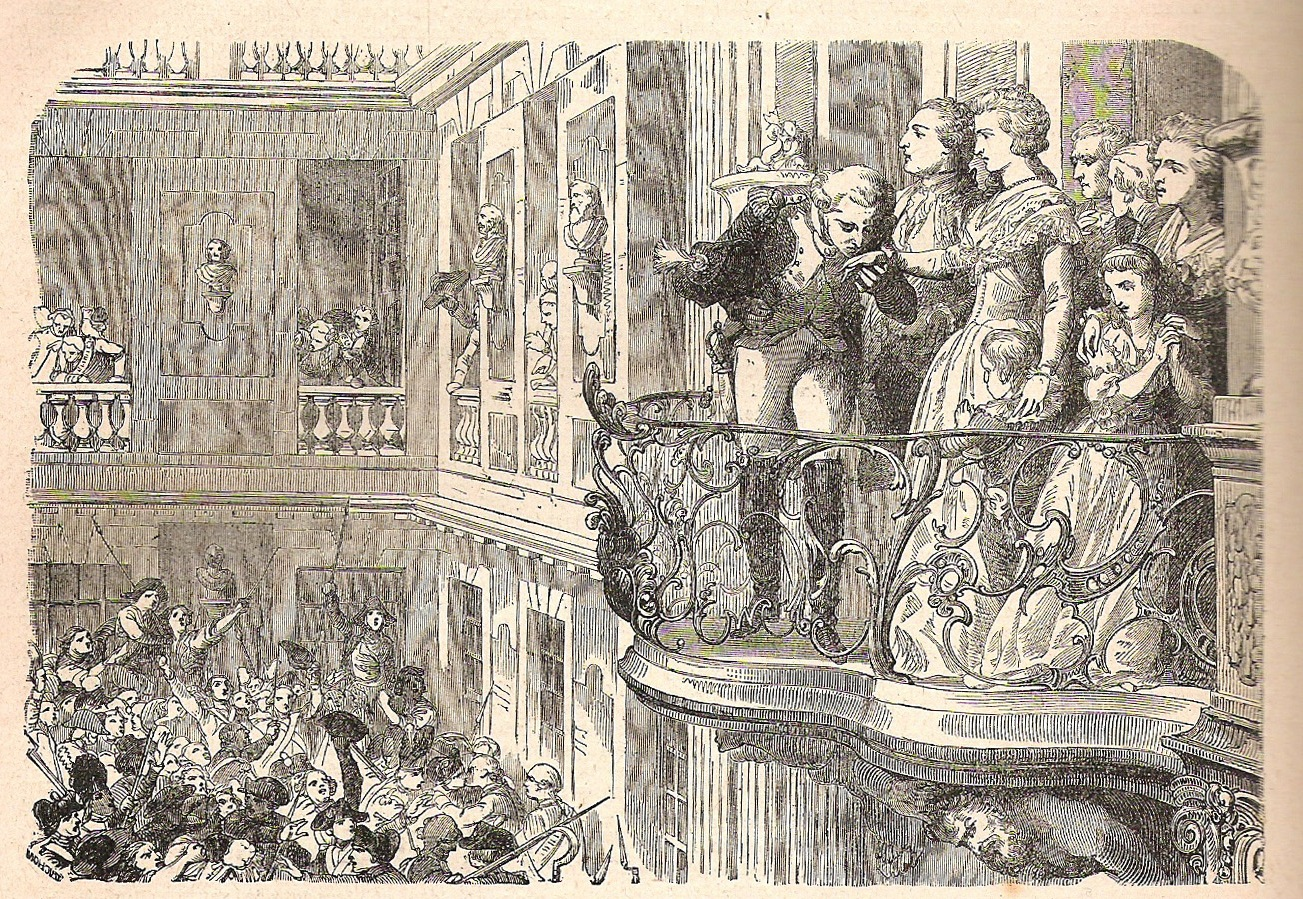
La Fayette en el balcón del palacio de Versalles con María Antonieta.

Cuando el rey se retiró, la multitud exigió la presencia de la reina, que fue llevada por La Fayette junto con sus hijos, el delfín Luis y María Teresa. La multitud gritó amenazas para que los niños fueran llevados al interior y todo indicaba que se iba a producir un regicidio. Sin embargo, como la reina se presentó de manera sencilla y serena, con las manos cruzadas sobre el pecho, la multitud, de donde sobresalían algunos mosquetes apuntando en dirección a María Antonieta, se calmó. Astutamente, La Fayette esperó hasta que la furia de los manifestantes se desvaneciera para, con gran pompa, arrodillarse ante ella con una reverencia y besar su mano. La multitud respondió con un respeto mudo y muchos gritaron un saludo que ella hacía tiempo que no oía: «¡Viva la reina!»
La buena voluntad creada por este sorprendente vuelco en los acontecimientos puso punto final a la situación, aunque para muchos observadores, las escenas de la salida al balcón no eran más que puro teatro. Sin embargo, a pesar de estar satisfechos con las demostraciones reales, los manifestantes insistieron en que el rey volviera con ellos a París.

### Regreso a París
Alrededor de las 13:00 del 6 de octubre de 1789, la inmensa multitud acompañó a la familia real y a un grupo de cien diputados de vuelta a la capital, con los soldados de la Guardia Nacional al frente. En ese momento, la masa de personas había crecido y ya se contaban más de 60 000 personas para un viaje de vuelta que duró cerca de nueve horas. El cortejo parecía a veces una reunión festiva con soldados clavando panes en la punta de sus bayonetas para servir al pueblo y mujeres del mercado montadas alegremente sobre los cañones capturados. Sin embargo, aunque la multitud canturreara gracietas sobre su «buen papá», no podía subestimarse su mentalidad violenta: tiros conmemorativos sobrevolaban el carruaje real y algunos manifestantes portaban las cabezas de los soldados abatidos en Versalles clavadas en picas. Una sensación de victoria sobre el Antiguo Régimen impregnaba a los manifestantes, que creían que el rey estaba, a partir de ahora, al servicio del pueblo.

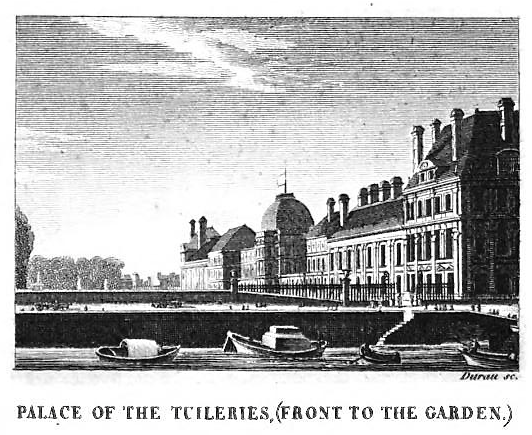
El palacio de las Tullerías, localizado a los márgenes del río Sena, era una residencia oscura y poco confortable para la familia real.

Nadie entendió eso de forma más visceral que el propio rey. Tras llegar al degradado palacio de las Tullerías, abandonado desde el reinado de Luis XIV, le preguntaron cuáles eran sus órdenes, a lo que él respondió con una timidez fuera de lo común: «Que cada uno se acomode donde le apetezca». Entonces, con un dolor taciturno, pidió que le llevaran a la biblioteca una biografía del depuesto Carlos I de Inglaterra.

## Consecuencias

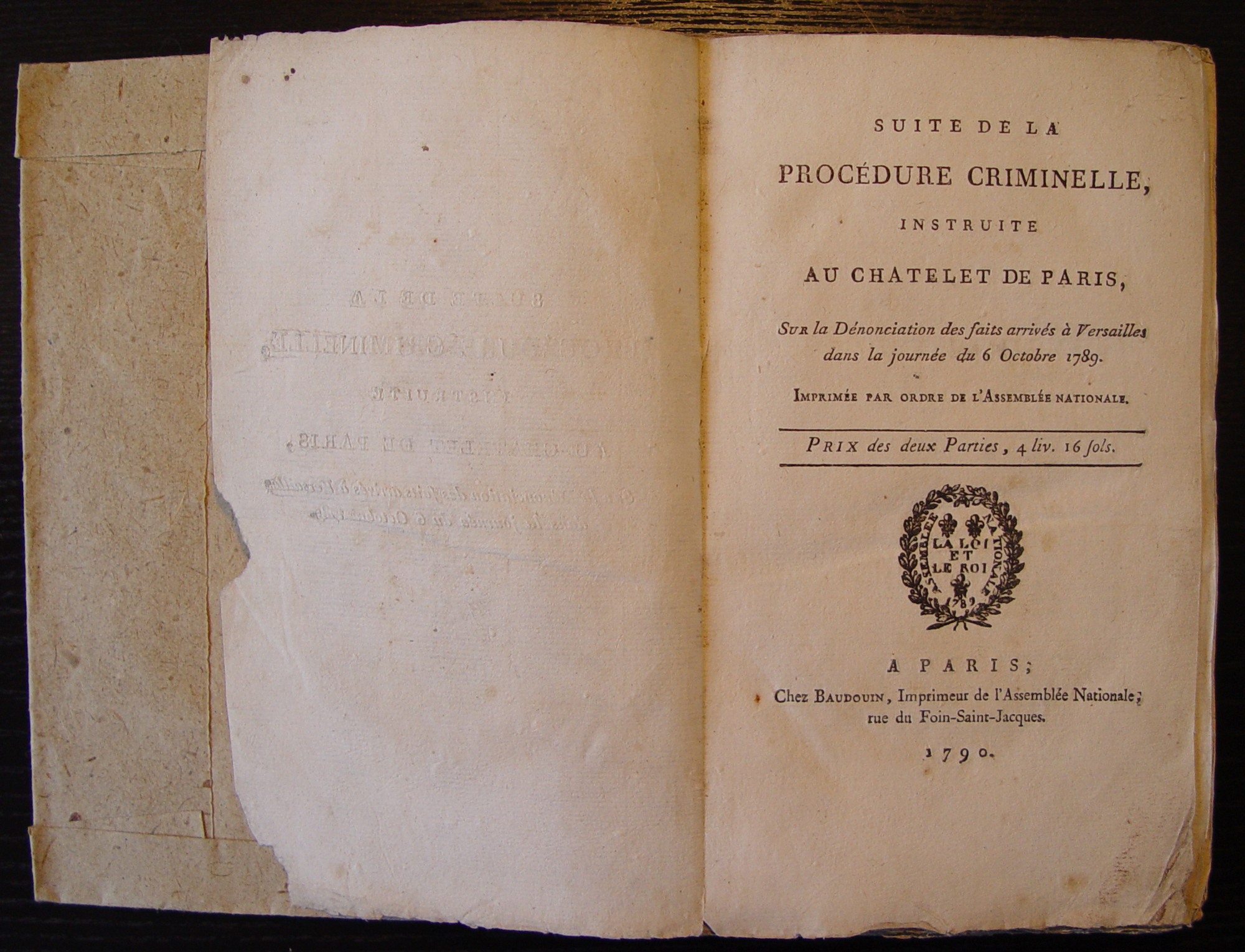
Proceso judicial sobre los acontecimientos del 6 de octubre en Versalles.

La mayor parte de los restantes miembros de la Asamblea Nacional Constituyente se trasladó a París en las dos semanas posteriores al regreso del rey a la capital. En poco tiempo, todos se encontraban instalados en una antigua escuela de equitación, la «Salle du Manège», localizada a algunos pasos de las Tullerías. Sin embargo, algunos diputados y 56 monárquicos permanecieron en Versalles al temer acciones violentas por parte de la población. Por ellos en los primeros días de octubre la facción monárquica no tuvo representación significativa en la Asamblea, ya que la mayoría de estos diputados se habían retirado de la escena política o huido del país.
Por otro lado, la defensa apasionada de la marcha que hizo Robespierre aumentó considerablemente su imagen cara al público. El episodio le confirió un estatus heroico permanente entre las «poissardes» y popularizó su reputación como patrón de los pobres. Su posterior ascenso (cuando se convirtió en un dictador de la revolución) se vio favorecido por sus acciones durante la ocupación de la Asamblea.
La Fayette, aunque inicialmente aclamado, se había acercado demasiado al rey. A medida que la revolución avanzaba, fue perseguido por los jacobinos y tuvo que huir del país. Maillard, que volvió a París como un héroe y participó en varias «journées» posteriores, murió de tuberculosis en 1794, con 31 años. Para las mujeres de París, la marcha se convirtió en una fuente del apoteosis en la «hagiografía» revolucionaria. Las «madres de la nación» recibieron numerosos homenajes a su regreso y fueron elogiadas por los sucesivos gobiernos de París los años siguientes.
El rey Luis XVI fue recibido oficialmente en París con una cortés ceremonia presidida por el alcalde Jean Sylvain Bailly. Su regreso fue señalado como un momento decisivo de la revolución e incluso para algunos como su fin. Observadores optimistas, como Camille Desmoulins, declararon que Francia entraría finalmente en una nueva edad de oro, con ciudadanos renovados y una monarquía constitucional popular. Otros fueron más cautelosos, como el periodista Jean-Paul Marat, que escribió:

Es fuente de gran regocijo para el buen pueblo de París el tener a su rey una vez más entre ellos. Su presencia va a cambiar rápidamente la apariencia de las cosas y los pobres dejarán de morir de hambre. Pero esta felicidad pronto desaparecerá como un sueño si no garantizamos que la permanencia de la familia real en nuestro entorno dure hasta que la Constitución sea ratificada en todos los aspectos. L'Ami du Peuple comparte la alegría de sus queridos conciudadanos, pero ellos deben permanecer siempre vigilantes.

Fueron necesarios casi dos años, y otra intervención popular, para que la primera constitución francesa fuera firmada el 3 de septiembre de 1791. Luis XVI intentó trabajar en el campo de sus limitados poderes tras la marcha de las mujeres, pero tuvo poco apoyo y permaneció con su familia como un preso en la jaula de cristal de las Tullerías. Desesperado, intentó la fracasada fuga de Varennes en junio de 1791. Tras el intento de huir para unirse a los ejércitos monárquicos, el rey fue nuevamente capturado por un grupo de ciudadanos y de hombres de la Guardia Nacional, que lo llevó de vuelta a París. Sin otra salida, Luis fue obligado a aceptar una constitución que lo despojaba de sus poderes y su estatus real de forma más contundente que cualquier otro decreto anterior. Su declive acabaría con la muerte en la guillotina en 1793.

### Teoría de la conspiración orleanista

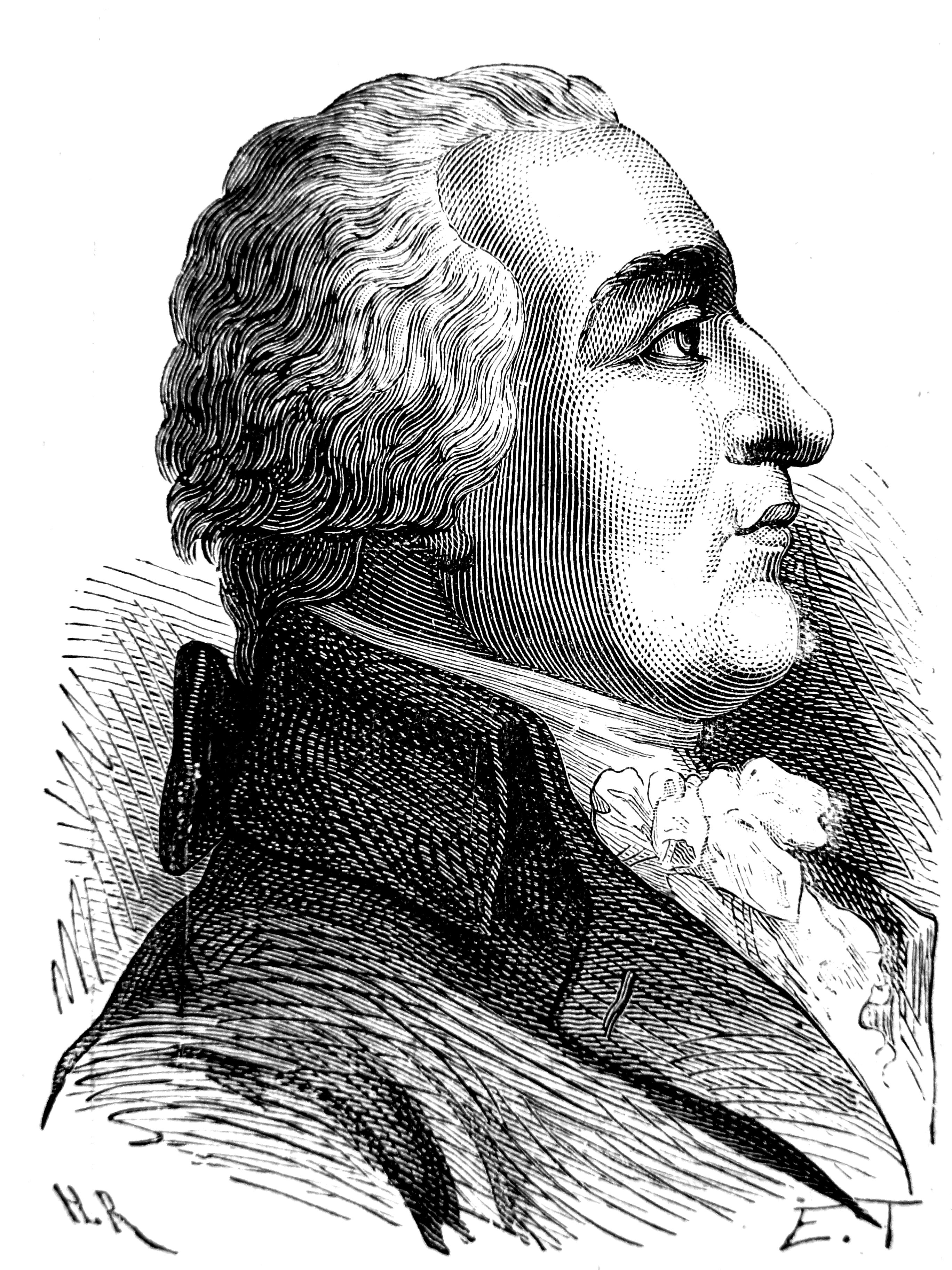
Luis Felipe II de Orleans.

Mientras la marcha se estaba produciendo, muchos pensaron que Luis Felipe II de Orleans tenía alguna responsabilidad en ella. Primo de Luis XVI, el duque era un enérgico defensor de la monarquía constitucional y no era ningún secreto que él se sentía sobradamente cualificado para ser un rey con ese sistema. A pesar de que no se pudieron demostrar las denuncias de acciones suyas relativas a la marcha, fue considerado un instigador significativo de estos hechos. El duque estaba presente como uno de los diputados de la Asamblea y registros de sus contemporáneos dan cuenta de que caminaba entre los manifestantes durante el cerco y que sonría calurosamente a los gritos de «Ese es nuestro rey. Larga vida al rey Orleans». Muchos estudiosos creen que el duque pagó a agentes provocadores para azuzar el descontento en los mercados y unificar las protestas por el pan con las exigencias de traer al rey de vuelta a París. Otros sugieren que, de alguna manera, habría coordinado con Mirabeau, el estadista más poderoso en la Asamblea en aquel entonces, una maniobra para usar a los manifestantes en favor del avance de la agenda constitucionalista. También hay quien afirma que la multitud fue guiada por importantes aliados orleanistas con ropa de mujer semejante a las «poissardes» como Antoine Barnave, Pierre Choderlos de Laclos y Armand Désire de Vignerot du Plessis. Sin embargo, las principales historias sobre la revolución señalan que cualquier posible implicación del duque era meramente anecdótica y que los esfuerzos oportunistas no crearon ni definieron la marcha sobre Versalles. El duque fue investigado por la corona por complicidad, pero no se comprobó nada. Aun así, la nube de sospecha fue suficiente para convencerlo de aceptar la oferta de Luis XVI de que emprendiera una conveniente misión diplomática en el exterior. Volvió a Francia el verano siguiente y retomó su actividad en la Asamblea, donde tanto él como Mirabeau fueron oficialmente exculpados de cualquier delito en relación con la marcha. Con el inicio del Terror, el linaje real del duque y su alegada avaricia fueron los motivos que llevaron a los jacobinos a condenarlo a muerte en la guillotina en noviembre de 1793.

## Legado
La marcha sobre Versalles fue uno de los acontecimientos primigenios de la Revolución francesa, con un impacto similar al de la toma de la Bastilla. Para sus herederos, el episodio permaneció como un ejemplo inspirador, emblemático del poder de los movimientos populares. La ocupación de las bancadas de los diputados en la Asamblea creó un modelo para el futuro, una especie de previsión de la oclocracia que, con frecuencia, influyó a los sucesivos gobiernos parisinos. Sin embargo, la violenta invasión del palacio tuvo un significado bastante emblemático y quitó para siempre el aura de invencibilidad que la monarquía siempre llevaba consigo. Esto marcó el fin de la resistencia a la corriente reformista del rey, que no haría nuevos intentos para rechazar la revolución. Como un historiador declaró, fue «una derrota de la cual la realeza jamás se recuperó».